# Памћење
Памћење или меморисање (меморија) јесте процес свесних бића у којем нервни систем трајно или привремено чува одређене податке. Памћење може бити такво да биће те податке може касније поново произвести (репродукција) или такво да се подаци не могу репродуковати него само препознати при поновном сусрету с њима (рекогниција).
Способност учења и меморисања има више еволутивних предности и омогућава јединки да:
- препозна чланове сопствене групе и потенцијалне предаторе;
- препозна укусе хране која је енергетски богата и укусе који су повезани са отровним својствима;
- научи распоред објеката и лакше се оријентише и сналази у простору захваљујући чему памти место на коме је извор хране или опасности и сл.;
- предвиди догађаје у непосредној будућности на основу стеченог искуства и да им се благовремено прилагоди;
- избегава ситуације које су претходно повезане са претњом или непријатностима итд.

У ширем смислу, памћење се може односити на складиштење података у биолошким и техничким системима (на пример: рачунарска меморија).
Процес памћења може бити свестан и несвестан. Оно што памћење чини могућим је пластичност нервног система. Чак и неки организми далеко примитивнији од човека могу да памте. Способност памћења се код живих бића појавила еволуцијом нервног система.
Постоји више подела памћења. По једној од њих, памћење може бити сензорно, краткорочно (радно) и дугорочно. Сензорно памћење траје од дела секунде до пар секунди, краткорочно до пар минута, а дугорочно може трајати годинама или цео живот.
Памћење се још може поделити на декларативно и процедурално. Пример декларативног памћења је познавање чињеница. За њега је одговорна кора великог мозга (неокортекс). Процедурално памћење подразумева вештине које се обављају аутоматски, без посебног интелектуалног труда: пливање, вожња бицикла, плес. Овим активностима управљају субкортикалне структуре мозга.

## Фазе памћења
У најширем могућем смислу појам меморије обухвата наше целокупно знање као и механизме: 
- кодирања (усвајања),
- консолидације,
- складиштења и
- извлачења (призивања) меморијских садржаја.

Кодирање подразумева процесе трансформације улазне информације у меморијску репрезентацију, односно њено бележење у облику меморијског кода. Консолидација је процес постепеног учвршћивања знања и формирања трајније репрезентације у мозгу отпорне на ометање (интерференце) од стране других информација. Складиштење информација односи се на опстанак кодиране информације током времена, док је извлачење информација приступање меморијском трагу уз могућност демонстрације изведеног приступа.
Дакле, меморија обухвата како садржај тако и процесе који се изводе на њеном садржају. Ипак, важно је уочити да је у српском језику садржај најчешће означен термином “меморија”, док су процеси означени термином “памћење”.

## Анатомија и физиологија памћења
За разлику од активности попут говора, моторике или слуха, не постоји посебан центар за памћење у мозгу. Памћење је резултат заједничког деловања више можданих регија.
Овде се поставља питање шта би био основни механизам памћења на нивоу неурона. Сећања су похрањена у спојевима нервних ћелија, такозваним синапсама. Међу 100 милијарди ћелија људског мозга постоји око 100 до 500 милијарди синапси. Многе од њих нису статичне, већ могу да се појављују и нестају, и да мењају ефикасност комуникације између суседних неурона. Ова особина се назива синаптичка пластичност. Доналд Хеб је био први научник који је тврдио да синапсе могу да мењају јачину везе међу неуронима. Ову теорију је експериментално потврдио Ерик Кандел, за шта је награђен Нобеловом наградом за медицину 2000.
Постоји више форми синаптичког пластицитета. Оне се разликују по правцу (јачање или слабљење дуж правца), трајању (краткорочни или дугорочни пластицитет), типу синапси (хомо или хетеро-синапсе) и по молекуларним механизмима деловања.
Активацијом синаптичких веза долази до биохемијских промена, које дугорочно могу да изазову структурне промене у повезаности неурона.
Поједине регије мозга се могу повезати са одређеним типовима памћења. То демонстрирају случајеви губитка памћења у случају повреда. Рецимо, краткотрајно памћење се реализује у префронталном кортексу. Дуготрајно памћење заједнички остварују кортекс и субкортексне регије мозга.

### Декларативно памћење
Декларативно памћење се остварује у целом неокортексу, при чему се епизоде памте највише у десној фронталној и темпоралној зони, док се значења памте у темпоралној зони.
Без обзира где је информација похрањена у мозгу, за њено репродуковање је кључан део мозга у и око хипокампуса. Медицински су забележени случајеви у којима је пацијентима са тешким случајевима епилепсије уклањан хипокампус у циљу лечења. Иако би захват постигао своју сврху, ови пацијенти би доживели антероградну амнезију, т. ј. сећали би се прошлости, али не би могли да запамте ништа ново.

### Процедурално памћење
У овладавању рутинским процедурама учествују моторне и префронталне регије мозга, али су најзначајнији центри у малом мозгу и базалним ганглијама.
За емотивне успомене и за одмеравање бесних реакција најбитнију улогу игра амигдала.
Неке форме примитивног учења, попут условљавања, могуће је применити на животињама, чак и оним мање еволуционо напредним. Мали мозак је најважнији за ову врсту памћења.

## Болести
- Амнезија
  - Ретроградна амнезија
  - Антероградна амнезија
  - Акутна амнезија
- Алцхајмерова болест
- Блокада памћења
- Деменција

## Сећања и емоције
Процес у људском мозгу у коме искуство из прошлости изазива емоције се назива емоционална меморија. За проучавање ових феномена углавном се користе опити на животињама. Најчешћи су експерименти где се пацови условљавају страхом од непријатне стимулације.
Ова истраживања су доказала да се емотивно условљавање у мозгу реализује преко два механизма: субкортикално, т. ј. подсвесно (од таламуса до амигдале) и кортикално, т. ј. свесно (од таламуса, преко кортекса до амигдале). Несвесни тип је бржи (нешто се мрда, бојим се), али свесни тип има јаче дугорочно дејство (то је змија, може да ме уједе, боље да се склоним).
Неуротрансмитер глутаминат омогућава емотивно условљавање својим деловањем на таламус.
Патолошка нервоза је ненормална активност у амигдали и хипокампусу. До ње долази када се безопасни стимулуси из околине погрешно тумаче као опасност. Један од типичних примера овог поремећаја је посттрауматски стрес. Услед неког страшног догађаја у прошлости (стварног или измишљеног), особа доживљава кошмарне снове, апатију и панични страх од одређених ситуација. Веома је вероватно да се оваква особа окрене злоупотреби алкохола или дрога.

## Вежбање памћења
Некада се сматрало да је памћење, као мишиће, могуће вежбати. Сматрало се да је памћење једна од моћи људског духа која се може развијати ако се што више користи. Међутим, експериментално је доказано да вољним памћењем, тј. директним вежбањем памћења, нема никаквих побољшања у могућности памћења. Памћење је могуће побољшати унапређивањем саме технике памћења (мнемотехнике) или унапређивањем стања целокупног организма (у основи лежи обезбеђивање довољно кисеоника за мозак, на пример вежбањем и шетњама, затим узимањем више мањих оброка дневно у циљу спречавања зачепљења крвних судова, итд.) Светски рекорд у памћењу највећег броја бесмислених цифара у року од 5 минута је 396.